# 허만석로
허만석로(Heomanseok-ro)는 세종특별자치시 조치원읍 번암삼거리 에서 조치원읍를 잇는 도로이다.

## 주요 경유지
세종특별자치시
- 조치원읍

## 노선
| 이름       | 접속 노선             | 소재지         | 소재지   | 비고 |
| ---------- | --------------------- | -------------- | -------- | ---- |
| 번암삼거리 | 국도 제1호선 (세종로) | 세종특별자치시 | 조치원읍 |      |
| 죽림삼거리 | 평안로 충현로         | 세종특별자치시 | 조치원읍 |      |
| 남리과선교 |                       | 세종특별자치시 | 조치원읍 |      |
| 상리사거리 | 새내2길 배수장길      | 세종특별자치시 | 조치원읍 |      |
| 서창과선교 |                       | 세종특별자치시 | 조치원읍 |      |
| 신안과선교 |                       | 세종특별자치시 | 조치원읍 |      |
| (이름없음) | 국도 제1호선 (세종로) | 세종특별자치시 | 조치원읍 |      |